# デレク・ロングミュアー

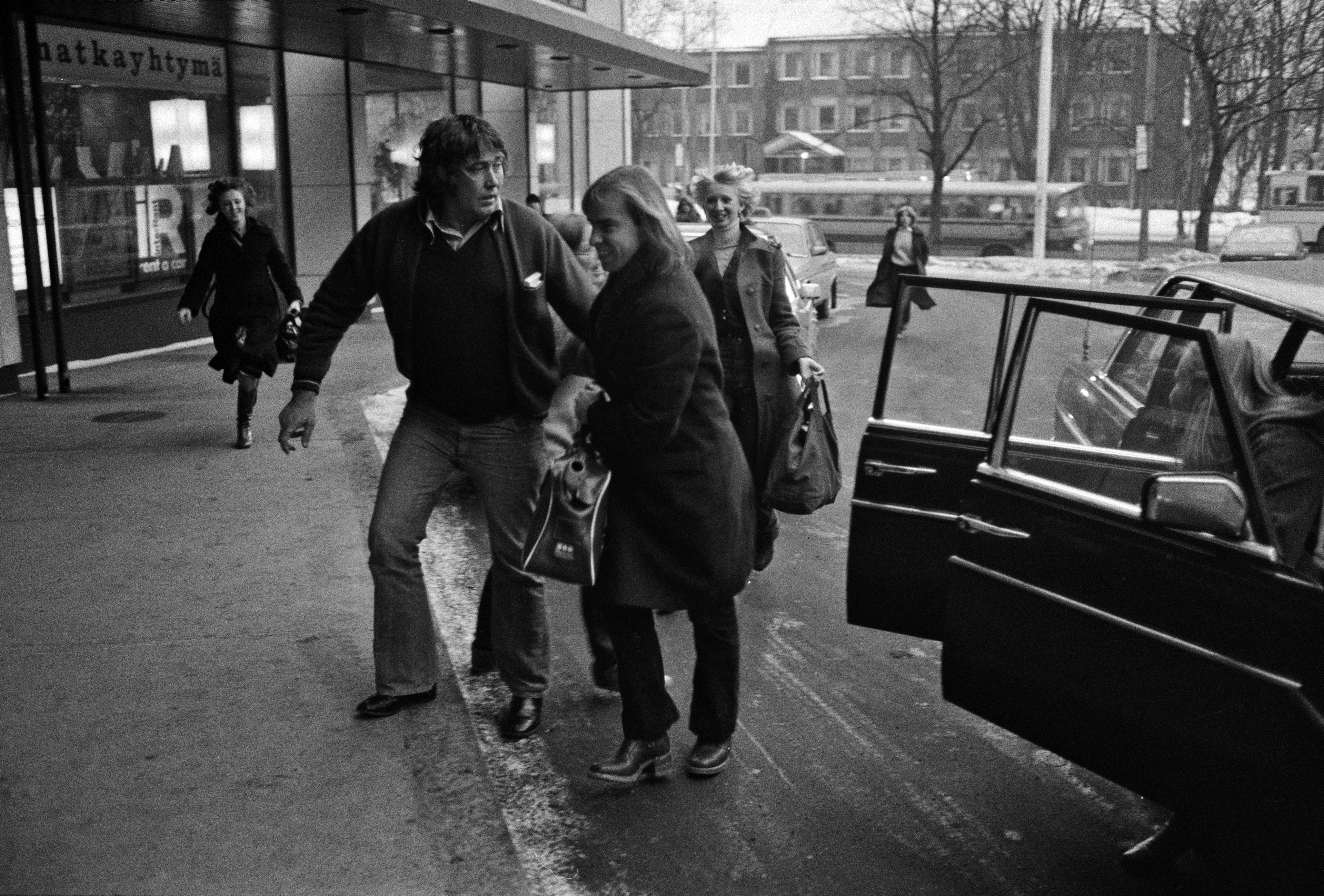
デレク・ロングミュアー、1978年、ヘルシンキにて撮影。

デレク・ロングミュアー（Derek Longmuir、1951年3月19日 - ）は、スコットランドのエディンバラ出身の元ドラマー、1970年代のポップ・グループであったベイ・シティ・ローラーズの結成時からのメンバー。彼の兄アラン・ロングミュアーは、このグループでベースを弾いていた。
1980年代半ば以降は、看護師として働くようになっており、後述の不祥事の時点ではエディンバラ王立診療所で働いていた。その後も看護師として働き、ベイ・シティ・ローラーズ再結成の動きには関わっていない。
2021年10月以降、スコットランドのコミュニティ・ラジオに何回か出演して、ベイ・シティ・ローラーズ時代の事を話している。

## 不祥事
1999年8月、ロングミュアーの自宅を強制捜査した警察は、多数の児童ポルノ動画などを押収した。
2000年、ロングミュアーは、児童ポルノ所持の罪で、300時間のコミュニティ奉仕の判決を受けた。判決文によると、彼は働いていた診療所から解雇されたというが、後に看護師登録は再認定された。彼は裁判で有罪を認めたが、違法なポルノ自体は自分のものではなく、知人が置いていったものだという主張を貫いた。ロングミュアーによれば、有罪を認めたのは、「メディア・サーカス（報道合戦）」状態を避けたかったからだったという。
2000年5月7日の『サンデー・ヘラルド (Sunday Herald)』紙のインタビューで、ロングミュアーの養子ホルヘ・ローレイロ (Jorge Loureiro) が語ったところによると、ロングミュアーは無実であり、この件は友人であった偏執的なアメリカ人のファンがでっち上げたもので、問題のディスクは、彼が逮捕される数日前に匿名で送られたものだったという。